# Hugo Goossen
Hugo Goossen (ca. 1964) is een Surinaams zwemmer.
Goossen maakte samen met vier andere Surinaamse sporters deel uit van het Surinaams olympisch team voor de Olympische Zomerspelen van 1984 in Los Angeles (Verenigde Staten). Hij kwam uit op de 100m rugslag waar hij tijdens de eerste ronde binnenkwam op 1:03,77 (36e plaats) wat niet goed genoeg was om door te kunnen naar de volgende ronde. De toen 16-jarige Anthony Nesty, de enige andere zwemmer in het Surinaams olympisch team, was bij de spelen in Los Angeles eveneens een debutant en wist vier jaar later in Seoel de gouden medaille te winnen op de 100 meter vlinderslag.
Goossen studeerde van 1990 tot en met 1996 aan de Technische Hogeschool Delft en werd in 2009 mobile communication engineer bij telecommunicatiebedrijf QTel in Qatar.